# فيجياك
فيجياك 
تنطق بالفرنسية: [fiʒak]
، (بالأكستانية: Fijac)‏ هي إحدى البلديات في أقليم اللوت جنوب غرب فرنسا. فيجياك هي إحدى المديريات.

## مشاهير
ولد جان فرانسوا شامبليون، أول مترجم للهيروغليفية المصرية، في مدينة فيجياك حيث يوجد متحف شامبليون. يوجد في مكان الكتابة (بالفرنسية: Place des écreases)‏ نسخة عملاقة من حجر رشيد من صنع جوزيف كوسوث. وُلد المستكشف وعالم الآثار الفرنسي تيودور بير في فيجياك، على الرغم من أنه قضى معظم حياته البالغة في بيرو. اختبأت مؤرخة الأفلام الألمانية لوت إتش آيسنر من النازيين في فيجياك خلال الحرب العالمية الثانية.

## في وسائل الإعلام
تم تصوير فيلم للويس مال عام 1974 بعنوان لاكومب لوسيان، في فيجياك.

## روابط خارجية
- موقع فيجياك على الانترنت
- مكتب سياحة
- صورة لمكان قصر الاقتصاد
- استكشف المنطقة المحلية

Chisholm, Hugh, ed. (1911). "Figeac" . Encyclopædia Britannica (11th ed.). Cambridge University Press.